# Liga Boliviana de Básquet
La Liga Boliviana de Básquetbol, conosciuta anche come Libobásquet, e denominata LIBOEntel per motivi di sponsorizzazione, è la massima categoria della pallacanestro maschile in Bolivia. Il torneo è organizzato dalla Federazione cestistica della Bolivia e la squadra campione si qualifica per la Liga Sudamericana.
La Federazione cestistica della Bolivia ha creato il marchio Libobásquet il 24 agosto 2013 e la prima edizione si è disputata a partire da marzo 2014. La competizione è nata per prendere il posto della Liga Superior de Baloncesto Boliviano, che è poi diventata la seconda divisione del campionato boliviano.

## Storia campionato
- División Mayor del Básquetbol Boliviano (Dimabbol)
  - 1994-2006

- Liga Superior de Baloncesto Boliviano (LSBB)
  - 2007-2013

- Liga Boliviana de Básquetbol (Libobásquet)
  - 2014-presente.

## Squadre attuali
Di Seguito l'elenco delle squadre che partecipano all'edizione 2025
| Squadra                | Città  | Palazzetto                 | Capienza |
| ---------------------- | ------ | -------------------------- | -------- |
| Nacional Oruro         | Oruro  | Coliseo CAN                | 3.000    |
| Nacional Potosí        | Potosí | Ciudad de Potosí           | 10.000   |
| Carl A-Z               | Oruro  | Eduardo Leclere Polo       | 10.000   |
| Kinwa                  | La Paz | Julio Borelli Viteritto    | 7.500    |
| Leones Potosí          | Potosí | Ciudad de Potosí           | 10.000   |
| Pichincha de Potosí    | Potosí | Ciudad de Potosí           | 10.000   |
| Calero de Potosí       | Potosí | Ciudad de Potosí           | 10.000   |
| Universitario de Sucre | Sucre  | Polideportivo de Garcilazo | 10.000   |

## Historial
| Stagione                                          | Campione                                          | Serie                                             | 2° Posto                                          |
| División Mayor de Baloncesto Boliviano (DIMABBOL) | División Mayor de Baloncesto Boliviano (DIMABBOL) | División Mayor de Baloncesto Boliviano (DIMABBOL) | División Mayor de Baloncesto Boliviano (DIMABBOL) |
| ------------------------------------------------- | ------------------------------------------------- | ------------------------------------------------- | ------------------------------------------------- |
| 1994                                              | Sconosciuto                                       | Sconosciuto                                       | Sconosciuto                                       |
| 1995                                              | Ingavi La Paz                                     | N/A                                               | sconosciuto                                       |
| 1996                                              | Ingavi La Paz                                     | N/A                                               | Real Santa Cruz                                   |
| 1997                                              | Ingavi La Paz                                     | N/A                                               | Real Santa Cruz                                   |
| 1998                                              | Andino de Cochabamba                              | N/A                                               | Ingavi La Paz                                     |
| 1999                                              | UTEPSA                                            | N/A                                               | La Salle Tarija                                   |
| 2000                                              | Nonis Santa Cruz                                  | N/A                                               | Real Santa Cruz                                   |
| 2001                                              | Real Santa Cruz                                   | N/A                                               | Nonis Santa Cruz                                  |
| 2002                                              | Nonis Santa Cruz                                  | N/A                                               | Real Santa Cruz                                   |
| 2003                                              | Real Santa Cruz                                   | N/A                                               | La Salle Cochabamba                               |
| 2004                                              | La Salle Cochabamba                               | N/A                                               | Universidad Catòlica Boliviana                    |
| 2005                                              | Nonis Santa Cruz                                  | N/A                                               | La Salle Tarija                                   |
| 2006                                              | Nonis Santa Cruz                                  | N/A                                               | Amistad Sucre                                     |
| Liga Superior de Baloncesto de Bolivia (LSBB)     |                                                   |                                                   |                                                   |
| 2007                                              | Millonarios Tarija                                | N/A                                               | Nonis Santa Cruz                                  |
| 2008                                              | La Salle Tarija                                   | N/A                                               | Amistad Sucre                                     |
| 2009                                              | Millonarios Tarija                                | N/A                                               | Amistad Sucre                                     |
| 2010                                              | Amistad Sucre                                     | N/A                                               | La Salle Tarija                                   |
| 2011                                              | Amistad Sucre                                     | N/A                                               | Nacional Oruro                                    |
| 2012                                              | Nacional Oruro                                    | N/A                                               | Amistad Sucre                                     |
| Liga Boliviana de Básquetbol (LIBOBÁSQUET)        |                                                   |                                                   |                                                   |
| Apertura 2014                                     | La Salle Tarija                                   | Formato a girone                                  | Amistad Sucre                                     |
| Clausura 2014                                     | La Salle Tarija                                   | 2–0                                               | La Salle Cochabamba                               |
| Apertura 2015                                     | Vikingos Tarija                                   | 3–0                                               | La Salle Tarija                                   |
| Clausura 2015                                     | Universidad San Simon                             | 3–0                                               | Vikingos Tarija                                   |
| 2016                                              | Universidad San Simon                             | 3–1                                               | Pichincha de Potosí                               |
| 2017                                              | Calero de Potosí                                  | 3–2                                               | Pichincha de Potosí                               |
| 2018                                              | Calero de Potosí                                  | 3–0                                               | Nacional Oruro                                    |
| 2019                                              | Pichincha de Potosí                               | 3–0                                               | Nacional Potosí                                   |
| 2021                                              | Nacional Potosí                                   | 2–1                                               | Pichincha de Potosí                               |
| 2022                                              | Pichincha de Potosí                               | 3–2                                               | Calero de Potosí                                  |
| 2023                                              | Leones Potosí                                     | 3–1                                               | Nacional Potosí                                   |
| 2024                                              | Nacional Potosí                                   | 3–2                                               | Tarija                                            |

## Titoli per squadra
| Squadra                        | Titoli | Finali | Anni Titoli                        | Anni Finali                           |
| ------------------------------ | ------ | ------ | ---------------------------------- | ------------------------------------- |
| Nonis Santa Cruz               | 4      | 2      | 2000, 2002, 2005, 2006             | 2001, 2007                            |
| La Salle Tarija                | 3      | 4      | 2008, Apertura 2014, Clausura 2014 | 1999, 2005, 2010, Apertura 2015       |
| Ingavi La Paz                  | 3      | 1      | 1995, 1996, 1997                   | 1998                                  |
| Amistad Sucre                  | 2      | 5      | 2010, 2011                         | 2006, 2008, 2009, 2012, Apertura 2014 |
| Real Santa Cruz                | 2      | 4      | 2001, 2003                         | 1996, 1997, 2000, 2002                |
| Pichincha de Potosí            | 2      | 3      | 2019, 2022                         | 2016, 2017, 2021                      |
| Nacional Potosí                | 2      | 2      | 2021, 2024                         | 2019, 2023                            |
| Calero de Potosí               | 2      | 1      | 2017, 2018                         | 2022                                  |
| Millonarios Tarija             | 2      | 0      | 2007, 2009                         |                                       |
| Universidad San Simon          | 2      | 0      | Clausura 2015, 2016                |                                       |
| Nacional Oruro                 | 1      | 2      | 2012                               | 2011, 2018                            |
| La Salle Cochabamba            | 1      | 2      | 2004                               | 2003, Clausura 2014                   |
| Vikingos Tarija                | 1      | 1      | Apertura 2015                      | Clausura 2015                         |
| UTEPSA                         | 1      | 0      | 1999                               |                                       |
| Andino de Cochabamba           | 1      | 0      | 1998                               |                                       |
| Leones Potosí                  | 1      | 0      | 2023                               |                                       |
| Universidad Catòlica Boliviana | 0      | 1      | -                                  | 2004                                  |
| Tarija                         | 0      | 1      | -                                  | 2024                                  |

## MVP

#### MVPFinalsLIBOBÁSQUET
| Anno | Giocatore           | Squadra             |
| ---- | ------------------- | ------------------- |
| 2018 | Louis Munks III     | Calero de Potosí    |
| 2019 | Antone Robinson Jr. | Pichincha de Potosí |
| 2021 | Adriano Barreras    | Nacional Potosí     |
| 2022 | Adriano Barreras    | Pichincha de Potosí |
| 2023 | Ronald Arze         | Leones Potosí       |
| 2024 | Jamar Sandifer      | Tarija              |

#### MVP Stagione
| Anno | Giocatore          | Squadra             |
| ---- | ------------------ | ------------------- |
| 2018 | Louis Munks III    | Calero de Potosí    |
| 2019 | Gregory Curvelo    | Rubair Quillacollo  |
| 2021 | Antone Robinson Jr | Pichincha de Potosí |
| 2022 | Facundo Sanz       | Saracho             |
| 2023 | Daniel Orresta     | Carl A-Z            |
| 2024 | Adriano Barreras   | Nacional Potosí     |